# Тейм, Хенк
Хендрикюс Регериюс (Хенк) Тейм (нидерл. Hendricus Regeruis "Henk" Tijm; 21 июня 1938, Варменхёйзен — 24 февраля 2024, Алкмар, Северная Голландия) — нидерландский футболист, игравший на позиции защитника, выступал за команды «Алкмар ’54», «Аякс» и АЗ'67. Провёл несколько матчей за вторую сборную Нидерландов.

## Клубная карьера

### «Алкмар ’54»
Хенк Тейм начинал футбольную карьеру в родном Алкмаре, играл с братом Симом за команду АФК ’34. В 1956 году он перешёл в клуб Хофдклассе — «Алкмар ’54». Позже к команде присоединился и его брат. Хенк играл на позиции защитника, тогда как его младший брат был крайним нападающим.
В первой команде Тейм дебютировал в сезоне 1958/59. Свой первый гол за клуб защитник забил 20 марта 1960 года в матче с РКХ. По итогам сезона «Алкмар ’54» вышел в Эредивизи, став победителем первого дивизиона. Первую игру в высшем дивизионе Тейм провёл 21 августа против клуба ДВС. За сезон он сыграл 33 матча в чемпионате и забил один гол, в игре с «Фортуной ’54».
В июне 1961 года Хенк был выставлен клубом на трансфер. Интерес к нему проявляли амстердамские команды «Блау-Вит», ДВС и «Аякс», а также роттердамский «Фейеноорд». Месяц спустя Хенк стал игроком «Аякса», который заплатил за него 125 тысяч гульденов. В обратное направления отправился голкипер «красно-белых» Ян ван Дрехт.

### «Аякс»
В возрасте двадцати трёх лет Тейм дебютировал в первой команде «Аякса». Первый матч в чемпионате он провёл 20 августа на выезде против клуба ДОС, сыграв на позиции полузащитника. Игра завершилась вничью — 2:2. Сыграв два матча, Хенк перестал попадать в основной состав, в декабре он заявил, что расстроен сложившейся ситуацией и намерен покинуть команду. Комиссар клуба Геррит Кейзер заверил, что Тейм стал жертвой непредвиденных обстоятельств.

«Посмотрите, мы заинтересованы только в топ-игроках. Поэтому мы приобрели Тейма у „Алкмара“. К концу прошлого сезона ван Маурик набрал неплохую форму, и мы думали, что Тейм сможет его заменить. Но ван Маурик продолжает хорошо играть, и мы не видим причин чтобы убирать его. Это печально для Тейма, но такое случается. Он является выдающимся игроком, и непременно получит свой шанс». — Геррит Кейзер
Оригинальный текст (нид.)Kijk, wij hebben alleen interesse in top-spelers. Daarom namen wij Tijm van Alkmaar over. Tegen het eind van het vorig seizoen liep Van Mourik in vorm terug, en wij dachten eraan hem door Tijm te vervangen. Van Mourik ging echter weer goed spelen, blijft dit tot nu toe doen, en dan zien wij geen aanleiding om hem te passeren. Dat is sneu voor Tijm, maar zo kan dat wel eens gaan. Hij is een uitstekend speler, en hij krijgt heus wel zijn kans. Voor mij zit er nog een internationaal in bovendien.

В середине января 1962 года Хенк вернулся в основной состав и стал играть на привычной для себя позиции защитника. В феврале Футбольный союз Нидерландов уведомило клуб, что Тейм должен быть временно отстранён от участия в матчах из-за инцидента, произошедшего 18 февраля в игре МВВ — «Аякса». В марте дисциплинарный комитет постановил, что Тейм дисквалифицирован на четыре матча и один год условно. В дебютном сезоне он сыграл только в семи матчах: 6 в чемпионате и 1 в кубке страны.
Летом 1962 года команду возглавил австриец Пепи Грубер, он убрал из состава возрастного защитника ван Маурика и сделал ставку на более молодого Тейма, который стал играть в центре обороны с Питом Аудерландом. Хенк хорошо себя проявил в матчах Кубка Интертото и уверенно действовал в защите в играх чемпионата, но после поражения от «Спарты», в восьмом туре, Тейм вернулся в запас, а его место занял Кес Смит. Летом 1963 года в «Аякс» перешёл брат Хенка — Сим Тейм.
Лишь спустя восемь месяцев, в июне 1963 года, Хенк сыграл за первый состав, отыграв 90-минут в матче Кубка Интертото против австрийского клуба «Швехатер». После очередной смены тренера команду возглавил Джек Роули, именно с его приходом Тейм стал игроком основного состава, в отличие от своего брата, у которого были проблемы со здоровьем и с главным тренером. В чемпионате сезона 1963/64 Хенк сыграл 26 матчей и отметился 3 забитыми голами, а также четырежды выходил на поле в рамках кубка страны, в котором «красно-белые» дошли до полуфинала.
В своём последнем сезоне в команде Хенк не был основным игроком, по окончании сезона 1964/65 он попросил нового главного тренера Ринуса Михелса выставить его на трансфер. Следом за Хенком кабинет Михелса посетил его брат Сим, и также заявил о намерении покинуть клуб, хотя главный тренер хотел сохранить младшего Тейма в команде, но он настаивал на своём. В итоге Хенк вернулся с братом в «Алкмар ’54», который позже будет переименован в АЗ'67.

## Сборная Нидерландов
В марте 1961 года Хенк и его брат Сим были вызваны во вторую сборную Нидерландов для игроков не старше 23 лет. В октябре 1963 года Хенк получил вызов в первую сборную Нидерландов на матч отборочного турнира чемпионата Европы 1964 с Люксембургом, но в итоге остался среди запасных. Тейм ещё четырежды вызывался в сборную, но так за неё и не дебютировал. В основном играл за вторую сборную, в конце мая 1964 года с командой побывал в СССР.

## Личная жизнь
Хенк родился в июне 1938 года в деревни Варменхёйзен. Отец — Корнелис Тейм, был родом из Харенкарспела, мать — Мария Спанс, родилась в Синт Мартене. Родители поженились в июле 1921 года в Харенкарспеле — на момент женитьбы отец был шкипером. В их семье воспитывалось ещё одиннадцать детей: восемь сыновей, включая самого младшего Сима, и трое дочерей.
В 1960-е годы работал бухгалтером в магазине в Дёйвендрехте, в 6 км. от Амстердама.
Женился в августе 1962 года. В январе 1963 года в его семье родилась дочь по имени Хенни, а в апреле 1964 года родился сын Барт. В феврале 1967 года родилась втора дочь — Марике.
Умер 24 февраля 2024 года в возрасте 85 лет.

## Достижения
«Алкмар ’54»
- Победитель первого дивизиона Нидерландов: 1959/60

## Статистика по сезонам
| Клуб             | Сезон            | Лига | Лига | Кубок Нидерландов | Кубок Нидерландов | Кубок Интертото | Кубок Интертото | Итого | Итого |
| Клуб             | Сезон            | Игры | Голы | Игры              | Голы              | Игры            | Голы            | Игры  | Голы  |
| ---------------- | ---------------- | ---- | ---- | ----------------- | ----------------- | --------------- | --------------- | ----- | ----- |
| Алкмар '54       | 1958/59          | 25   | 0    | 0                 | 0                 |                 |                 | 25    | 0     |
| Алкмар '54       | 1959/60          | 32   | 2    | 0                 | 0                 |                 |                 | 32    | 2     |
| Алкмар '54       | 1960/61          | 33   | 1    | 3                 | 0                 |                 |                 | 36    | 1     |
| Алкмар '54       | Итого            | 90   | 3    | 3                 | 0                 |                 |                 | 93    | 3     |
| Аякс             | 1961/62          | 6    | 0    | 1                 | 0                 |                 |                 | 7     | 0     |
| Аякс             | 1962/63          | 8    | 0    | 0                 | 0                 | 5               | 0               | 13    | 0     |
| Аякс             | 1963/64          | 26   | 3    | 4                 | 0                 | 6               | 0               | 36    | 3     |
| Аякс             | 1964/65          | 10   | 0    | 1                 | 0                 |                 |                 | 11    | 0     |
| Аякс             | Итого            | 50   | 3    | 6                 | 0                 | 11              | 0               | 67    | 3     |
| Алкмар '54       | 1965/66          | 28   | 3    | 3                 | 0                 |                 |                 | 31    | 3     |
| Алкмар '54       | 1966/67          | 29   | 0    | 1                 | 0                 |                 |                 | 30    | 0     |
| Алкмар '54       | Итого            | 57   | 3    | 4                 | 0                 |                 |                 | 61    | 3     |
| АЗ               | 1967/68          | 2    | 0    | 0                 | 0                 |                 |                 | 2     | 0     |
| АЗ               | 1968/69          | 3    | 0    | 0                 | 0                 |                 |                 | 3     | 0     |
| АЗ               | Итого            | 5    | 0    | 0                 | 0                 |                 |                 | 5     | 0     |
| Всего за карьеру | Всего за карьеру | 202  | 9    | 13                | 0                 | 11              | 0               | 226   | 9     |